# Segunda División B de España 2011-12
La temporada 2011-12 de la Segunda División B de España de fútbol corresponde a la 35ª edición del campeonato y se disputó entre el 20 de agosto de 2011 y el 13 de mayo de 2012 en su fase regular. Posteriormente se disputó la promoción de ascenso entre el 19 de mayo y el 24 de junio.

## Sistema de competición

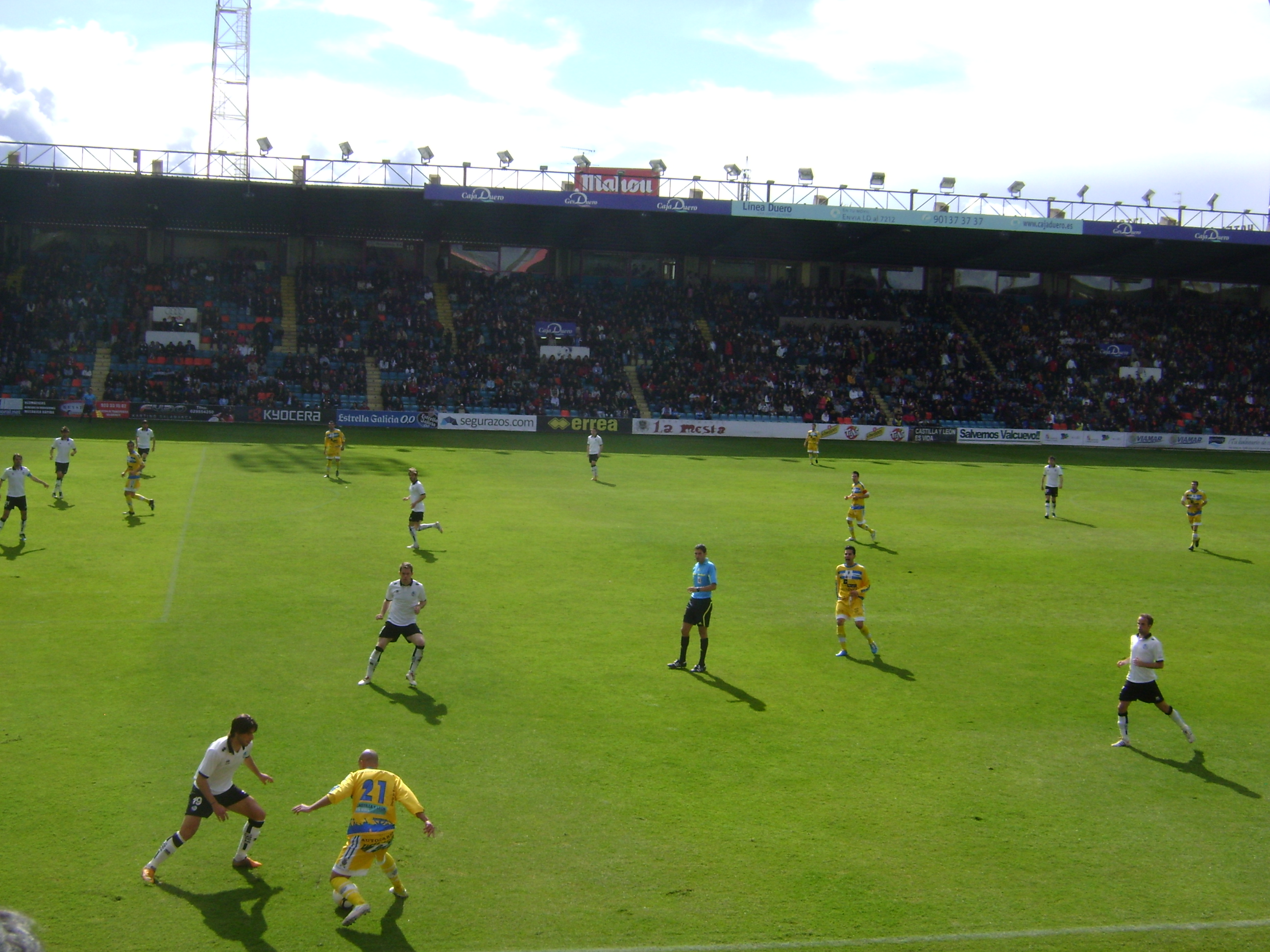
Partido de Segunda División B (temporada 2011/12) entre el UD Salamanca y la Arandina disputado en El Helmántico.

Participan ochenta clubes de toda la geografía española, encuadrados en cuatro grupos de veinte equipos según proximidad geográfica. Se enfrentan en cada grupo todos contra todos en dos ocasiones -una en campo propio y otra en campo contrario- durante un total de 38 jornadas. El orden de los encuentros se decide por sorteo antes de empezar la competición. La Real Federación Española de Fútbol es la responsable de designar a los árbitros de cada encuentro.
El ganador de un partido obtiene tres puntos, el perdedor no suma puntos, y en caso de un empate hay un punto para cada equipo. Al término del campeonato, los cuatro equipos que acumulan más puntos en cada grupo juegan la promoción de ascenso. Esta promoción tiene formato de eliminación directa a doble partido, los primeros clasificados se enfrentan entre sí en emparejamientos que se determinan por sorteo y los dos vencedores ascienden a Segunda División y juegan otra eliminatoria para decidir el campeón de Segunda División B. Los perdedores se unen al resto de eliminatorias que disputan segundos contra cuartos, y los terceros entre sí. Tras disputarse tres rondas eliminatorias los dos equipos vencedores ascienden igualmente a Segunda División.
Los cuatro últimos equipos clasificados de cada grupo descienden a Tercera División. Los decimosextos clasificados juegan la promoción por la permanencia que se disputa por eliminación directa a doble partido y los emparejamientos se determinan por sorteo. Los dos equipos derrotados pierden la categoría.

## Equipos de la temporada 2011/12
| Datos de ascensos y descensos |
| --- |
| Albacete Balompié, SD Ponferradina, UD Salamanca y CD Tenerife descienden de Segunda División A. CD Alcoyano, CD Guadalajara, Real Murcia CF y CE Sabadell FC ascienden a Segunda División A. CD Alcalá, UD Alzira, Barakaldo CF, Benidorm CF, Caudal Deportivo, AD Cerro Reyes, RC Deportivo de La Coruña "B", Extremadura UD, UDA Gramenet, Jumilla CF, CD La Muela, Peña Sport FC, Pontevedra CF, FC Santboià, Unión Estepona CF y Yeclano Deportivo descienden a Tercera División. El RCD Mallorca "B" y el Sporting de Gijón "B" ocuparon plaza de descenso pero recuperaron la categoría al adquirir plazas vacantes. También descienden Alicante CF, CD Castellón, Cultural Leonesa y Universidad LPGC CF por motivos económicos. Además, la UE Lleida desaparece. SD Amorebieta, Andorra CF, Arandina CF, Burgos CF, Gimnástica Segoviana, La Roda CF, RB Linense, UE Llagostera, CD Manacor, Club Marino de Luanco, CD Olímpic de Xàtiva, CF Reus Deportiu, UD San Sebastián de los Reyes, Sestao River Club, Sporting Villanueva Promesas, CD Toledo, Valencia CF Mestalla y CF Villanovense ascienden a Segunda División B. También ascienden el Huracán Valencia CF y el Real Zaragoza "B" que adquieren económicamente sus plazas. Además, el Club Lleida Esportiu, de reciente creación, asume la plaza del desaparecido UE Lleida. |

### Grupo I
En este grupo se encuentran los equipos de: Comunidad de Madrid (7), Galicia (4), Castilla-La Mancha (4), Asturias (3) y Canarias (2).
| - RSD Alcalá - Atlético de Madrid "B" - Getafe CF "B" - CD Leganés - Rayo Vallecano "B" - Real Madrid Castilla - UD San Sebastián de los Reyes - RC Celta de Vigo "B" - Coruxo FC - CD Lugo |  | - Montañeros CF - Albacete Balompié - UB Conquense - La Roda CF - CD Toledo - Club Marino de Luanco - Real Oviedo - Sporting de Gijón "B" - CD Tenerife - UD Vecindario |

### Grupo II
En este grupo se encuentran los equipos de: Castilla y León (9), País Vasco (8), Cantabria (1), La Rioja (1) y Navarra (1).
| - Arandina CF - Burgos CF - CD Guijuelo - CD Mirandés - CF Palencia - SD Ponferradina - UD Salamanca - Gimnástica Segoviana CF - Zamora CF - Deportivo Alavés |  | - SD Amorebieta - Bilbao Athletic - SD Eibar - SD Lemona - Real Sociedad "B" - Real Unión Club - Sestao River Club - Gimnástica de Torrelavega - UD Logroñés - Atlético Osasuna "B" |

### Grupo III
En este grupo se encuentran los equipos de: Comunidad Valenciana (7), Cataluña (6), Islas Baleares (4) y Aragón (3).
| - CD Denia - CF Gandía - Huracán Valencia CF - CD Olímpic de Xàtiva - Ontinyent CF - Orihuela CF - Valencia CF Mestalla - CF Badalona - CE L'Hospitalet - UE Llagostera |  | - Lleida Esportiu - CF Reus Deportiu - UE Sant Andreu - CD Atlético Baleares - RCD Mallorca "B" - CD Manacor - CF Sporting Mahonés - Andorra CF - CD Teruel - Real Zaragoza "B" |

### Grupo IV
En este grupo se encuentran los equipos de: Andalucía (11), Extremadura (4), Región de Murcia (2), parte de Castilla-La Mancha (1), y las ciudades autónomas de Ceuta (1) y Melilla (1).
| - UD Almería "B" - Real Betis "B" - Cádiz CF - Écija Balompié - Real Jaén CF - RB Linense - Lucena CF - Polideportivo Ejido - CD Roquetas - CD San Roque de Lepe |  | - Sevilla Atlético - CD Badajoz - CP Cacereño - Sporting Villanueva Promesas - CF Villanovense - CF La Unión - Lorca Atlético CF - UD Puertollano - AD Ceuta - UD Melilla |

## Resultados y clasificaciones

### Grupo I

#### Clasificación
| Pos. | Equipo                           | Pts. | PJ | G  | E  | P  | GF | GC | Dif. | Clasificación                                   |
| ---- | -------------------------------- | ---- | -- | -- | -- | -- | -- | -- | ---- | ----------------------------------------------- |
| 1    | Real Madrid Castilla C. F. (A)   | 78   | 38 | 23 | 9  | 6  | 77 | 36 | +41  | Acceso a Promoción de ascenso para campeones    |
| 2    | C. D. Tenerife                   | 64   | 38 | 18 | 10 | 10 | 51 | 32 | +19  | Acceso a Promoción de ascenso para no campeones |
| 3    | C. D. Lugo (A)                   | 64   | 38 | 16 | 16 | 6  | 55 | 41 | +14  | Acceso a Promoción de ascenso para no campeones |
| 4    | Albacete Balompié                | 63   | 38 | 18 | 9  | 11 | 56 | 37 | +19  | Acceso a Promoción de ascenso para no campeones |
| 5    | Atlético de Madrid "B"           | 60   | 38 | 15 | 15 | 8  | 58 | 38 | +20  |                                                 |
| 6    | Real Oviedo                      | 60   | 38 | 18 | 6  | 14 | 50 | 43 | +7   |                                                 |
| 7    | Rayo Vallecano "B"               | 56   | 38 | 16 | 8  | 14 | 53 | 39 | +14  |                                                 |
| 8    | Getafe C. F. "B"                 | 53   | 38 | 14 | 11 | 13 | 60 | 63 | −3   |                                                 |
| 9    | La Roda C. F.                    | 49   | 38 | 13 | 10 | 15 | 44 | 45 | −1   |                                                 |
| 10   | Sporting de Gijón "B"            | 48   | 38 | 11 | 15 | 12 | 42 | 45 | −3   |                                                 |
| 11   | Coruxo F. C.                     | 46   | 38 | 11 | 13 | 14 | 37 | 48 | −11  |                                                 |
| 12   | C. D. Leganés                    | 45   | 38 | 10 | 15 | 13 | 50 | 50 | 0    |                                                 |
| 13   | Marino de Luanco                 | 45   | 38 | 11 | 12 | 15 | 40 | 53 | −13  |                                                 |
| 14   | U. D. San Sebastián de los Reyes | 44   | 38 | 11 | 11 | 16 | 36 | 47 | −11  |                                                 |
| 15   | R. S. D. Alcalá                  | 44   | 38 | 9  | 17 | 12 | 40 | 47 | −7   |                                                 |
| 16   | U. B. Conquense (D)              | 44   | 38 | 9  | 17 | 12 | 44 | 41 | +3   | Acceso a Promoción de permanencia               |
| 17   | C. D. Toledo (D)                 | 42   | 38 | 10 | 12 | 16 | 37 | 42 | −5   | Descenso a Tercera División                     |
| 18   | Montañeros C. F. (D)             | 40   | 38 | 10 | 10 | 18 | 44 | 63 | −19  | Descenso a Tercera División                     |
| 19   | U. D. Vecindario (D)             | 39   | 38 | 10 | 9  | 19 | 37 | 66 | −29  | Descenso a Tercera División                     |
| 20   | R. C. Celta de Vigo "B" (D)      | 38   | 38 | 9  | 11 | 18 | 42 | 67 | −25  | Descenso a Tercera División                     |

 Fuente: BDFutbol
Criterios de clasificación: Puntos · Enfrentamientos directos · Diferencia de goles · Goles a favor · Play-off

#### Resultados
| Local \ Visitante             | Alb | Alc | AtM | Cel | Con | Cor | Get | LaR | Leg | Lug | Mar | Mon | Ovi | RVa | RMa | SSe | Spo | Ten | Tol | Vec |
| ----------------------------- | --- | --- | --- | --- | --- | --- | --- | --- | --- | --- | --- | --- | --- | --- | --- | --- | --- | --- | --- | --- |
| Albacete Balompié             | —   | 3–2 | 1–2 | 1–0 | 2–2 | 2–0 | 1–2 | 3–0 | 3–2 | 0–0 | 3–0 | 4–2 | 1–2 | 3–1 | 1–0 | 2–0 | 2–2 | 1–2 | 0–0 | 1–0 |
| RSD Alcalá                    | 1–1 | —   | 1–3 | 1–0 | 1–0 | 1–1 | 3–1 | 0–0 | 2–0 | 1–3 | 0–1 | 2–1 | 1–0 | 0–2 | 1–1 | 2–2 | 0–0 | 0–4 | 0–1 | 3–3 |
| Atlético de Madrid "B"        | 1–1 | 1–1 | —   | 4–1 | 1–1 | 1–0 | 2–2 | 1–2 | 0–0 | 0–0 | 2–0 | 2–1 | 2–3 | 2–2 | 0–1 | 2–1 | 3–2 | 1–0 | 0–0 | 1–1 |
| Celta de Vigo "B"             | 0–2 | 5–3 | 2–1 | —   | 1–0 | 2–4 | 3–0 | 0–0 | 1–1 | 1–4 | 1–2 | 1–1 | 2–2 | 0–3 | 0–2 | 1–2 | 1–1 | 3–1 | 3–1 | 0–0 |
| UB Conquense                  | 0–1 | 0–0 | 0–2 | 1–1 | —   | 1–1 | 3–3 | 3–2 | 3–3 | 0–0 | 3–0 | 0–0 | 1–0 | 1–2 | 0–2 | 1–1 | 2–0 | 1–2 | 3–1 | 0–1 |
| Coruxo FC                     | 1–0 | 1–1 | 0–0 | 1–0 | 1–1 | —   | 1–1 | 2–1 | 1–0 | 1–2 | 1–1 | 3–0 | 1–1 | 1–1 | 1–1 | 0–1 | 1–0 | 0–1 | 0–0 | 3–1 |
| Getafe CF "B"                 | 1–2 | 2–2 | 2–2 | 1–1 | 0–4 | 2–0 | —   | 3–0 | 2–1 | 0–1 | 1–1 | 1–0 | 1–1 | 0–2 | 2–4 | 3–2 | 1–3 | 1–0 | 1–1 | 2–1 |
| La Roda CF                    | 1–3 | 0–2 | 2–0 | 4–0 | 1–0 | 4–0 | 4–1 | —   | 2–1 | 1–0 | 1–1 | 1–1 | 3–0 | 0–1 | 4–2 | 1–0 | 0–1 | 0–0 | 2–1 | 0–1 |
| CD Leganés                    | 1–3 | 1–1 | 5–2 | 4–0 | 0–1 | 0–0 | 0–0 | 0–1 | —   | 1–1 | 2–0 | 1–1 | 3–2 | 0–0 | 1–3 | 1–1 | 0–0 | 2–0 | 1–0 | 4–0 |
| CD Lugo                       | 1–0 | 2–1 | 2–1 | 3–0 | 2–1 | 0–2 | 3–2 | 3–1 | 1–1 | —   | 0–0 | 3–1 | 2–2 | 1–2 | 1–5 | 4–0 | 2–2 | 1–1 | 2–2 | 3–1 |
| Marino de Luanco              | 0–0 | 0–1 | 0–4 | 4–0 | 1–2 | 4–2 | 2–2 | 3–0 | 0–0 | 0–0 | —   | 2–0 | 0–2 | 1–0 | 1–3 | 0–0 | 1–1 | 0–3 | 2–1 | 2–1 |
| Montañeros CF                 | 0–3 | 1–1 | 1–6 | 2–2 | 0–0 | 2–2 | 1–3 | 1–0 | 2–2 | 0–1 | 1–3 | —   | 2–1 | 2–1 | 1–1 | 2–1 | 2–1 | 1–0 | 2–0 | 1–0 |
| Real Oviedo                   | 1–0 | 1–0 | 0–2 | 3–0 | 1–0 | 2–0 | 1–2 | 1–1 | 5–0 | 1–2 | 1–0 | 2–1 | —   | 3–1 | 1–0 | 2–0 | 2–1 | 1–0 | 0–3 | 3–0 |
| Rayo Vallecano "B"            | 2–1 | 1–1 | 1–4 | 2–2 | 2–1 | 0–1 | 1–3 | 1–1 | 2–3 | 2–2 | 5–0 | 1–2 | 1–0 | —   | 1–0 | 0–2 | 0–0 | 0–2 | 2–0 | 1–0 |
| Real Madrid Castilla          | 1–1 | 0–0 | 1–0 | 1–1 | 2–2 | 6–0 | 4–0 | 2–2 | 2–1 | 1–0 | 3–2 | 3–2 | 1–3 | 2–0 | —   | 3–0 | 1–0 | 3–1 | 3–0 | 3–0 |
| UD San Sebastián de los Reyes | 0–1 | 2–1 | 0–0 | 0–2 | 0–0 | 4–1 | 0–3 | 1–0 | 0–2 | 0–0 | 2–3 | 2–0 | 2–0 | 0–2 | 1–1 | —   | 0–0 | 0–0 | 2–1 | 4–1 |
| Sporting de Gijón "B"         | 2–1 | 0–0 | 0–2 | 0–2 | 0–0 | 2–1 | 3–0 | 1–1 | 4–2 | 1–1 | 1–0 | 3–2 | 0–0 | 2–4 | 1–3 | 0–0 | —   | 1–3 | 1–0 | 2–0 |
| CD Tenerife                   | 2–1 | 1–2 | 0–0 | 2–1 | 1–1 | 1–0 | 1–0 | 0–0 | 1–0 | 1–1 | 2–2 | 3–0 | 3–0 | 3–1 | 3–1 | 0–2 | 2–3 | —   | 1–0 | 3–0 |
| CD Toledo                     | 1–1 | 1–1 | 0–0 | 2–0 | 3–3 | 0–2 | 1–3 | 2–0 | 1–2 | 4–0 | 0–0 | 1–0 | 1–0 | 2–1 | 0–1 | 2–0 | 3–1 | 0–0 | —   | 1–1 |
| UD Vecindario                 | 2–0 | 1–0 | 1–1 | 1–2 | 0–2 | 1–0 | 1–6 | 3–1 | 2–2 | 1–1 | 2–1 | 0–3 | 3–0 | 1–2 | 1–2 | 3–1 | 0–0 | 1–1 | 1–0 | —   |

### Grupo II

#### Clasificación
| Pos. | Equipo                         | Pts. | PJ | G  | E  | P  | GF | GC | Dif. | Clasificación                                   |
| ---- | ------------------------------ | ---- | -- | -- | -- | -- | -- | -- | ---- | ----------------------------------------------- |
| 1    | C. D. Mirandés (A)             | 82   | 38 | 23 | 13 | 2  | 55 | 22 | +33  | Acceso a Promoción de ascenso para campeones    |
| 2    | S. D. Ponferradina (A)         | 74   | 38 | 22 | 8  | 8  | 65 | 34 | +31  | Acceso a Promoción de ascenso para no campeones |
| 3    | S. D. Eibar                    | 66   | 38 | 17 | 15 | 6  | 46 | 35 | +11  | Acceso a Promoción de ascenso para no campeones |
| 4    | S. D. Amorebieta               | 62   | 38 | 16 | 14 | 8  | 50 | 35 | +15  | Acceso a Promoción de ascenso para no campeones |
| 5    | U. D. Logroñés                 | 60   | 38 | 17 | 9  | 12 | 52 | 38 | +14  |                                                 |
| 6    | Deportivo Alavés               | 59   | 38 | 14 | 17 | 7  | 64 | 39 | +25  |                                                 |
| 7    | C. D. Guijuelo                 | 58   | 38 | 16 | 10 | 12 | 45 | 44 | +1   |                                                 |
| 8    | Bilbao Athletic                | 55   | 38 | 14 | 13 | 11 | 47 | 39 | +8   |                                                 |
| 9    | U. D. Salamanca                | 52   | 38 | 14 | 10 | 14 | 50 | 48 | +2   |                                                 |
| 10   | Sestao River                   | 51   | 38 | 14 | 9  | 15 | 52 | 52 | 0    |                                                 |
| 11   | Zamora C. F.                   | 49   | 38 | 12 | 13 | 13 | 41 | 37 | +4   |                                                 |
| 12   | Real Sociedad "B"              | 48   | 38 | 13 | 9  | 16 | 50 | 52 | −2   |                                                 |
| 13   | C. A. Osasuna "B"              | 48   | 38 | 13 | 9  | 16 | 49 | 56 | −7   |                                                 |
| 14   | Real Unión Club                | 48   | 38 | 12 | 12 | 14 | 45 | 43 | +2   |                                                 |
| 15   | Gimnástica de Torrelavega      | 46   | 38 | 12 | 10 | 16 | 39 | 50 | −11  |                                                 |
| 16   | C. F. Palencia (D)             | 46   | 38 | 12 | 10 | 16 | 32 | 46 | −14  | Acceso a Promoción de permanencia               |
| 17   | Arandina C. F. (D)             | 39   | 38 | 9  | 12 | 17 | 38 | 52 | −14  | Descenso a Tercera División                     |
| 18   | Gimnástica Segoviana C. F. (D) | 30   | 38 | 7  | 9  | 22 | 40 | 70 | −30  | Descenso a Tercera División                     |
| 19   | S. D. Lemona (D)               | 29   | 38 | 6  | 11 | 21 | 26 | 60 | −34  | Descenso a Tercera División                     |
| 20   | Burgos C. F. (D)               | 28   | 38 | 7  | 7  | 24 | 29 | 63 | −34  | Descenso a Tercera División                     |

 Fuente: BDFutbol
Criterios de clasificación: Puntos · Enfrentamientos directos · Diferencia de goles · Goles a favor · Play-off
Notas:
1. ↑  El C. F. Palencia fue descendido a Tercera división por impagos a sus jugadores.[2]
2. ↑  La S. D. Lemona fue disuelta tras finalizar la temporada.[3]

#### Resultados
| Local \ Visitante         | Ala | Amo | Ara | Ath | Bur | Eib | Gui | Lem | Log | Mir | Osa | Pal | Pon | RSo | RUn | Sal | Seg | Ses | Tor | Zam |
| ------------------------- | --- | --- | --- | --- | --- | --- | --- | --- | --- | --- | --- | --- | --- | --- | --- | --- | --- | --- | --- | --- |
| Deportivo Alavés          | —   | 1–1 | 1–1 | 1–1 | 3–0 | 2–1 | 1–1 | 5–0 | 3–0 | 2–2 | 3–0 | 2–0 | 0–1 | 3–1 | 3–2 | 2–2 | 2–1 | 1–1 | 1–1 | 2–2 |
| SD Amorebieta             | 2–2 | —   | 3–1 | 2–1 | 3–1 | 0–3 | 1–0 | 1–0 | 1–1 | 0–0 | 1–1 | 2–1 | 3–0 | 1–0 | 4–1 | 1–0 | 3–1 | 3–0 | 4–1 | 1–1 |
| Arandina CF               | 1–0 | 2–2 | —   | 0–3 | 1–0 | 1–1 | 2–0 | 0–0 | 0–1 | 0–0 | 2–1 | 0–0 | 1–2 | 1–3 | 1–1 | 0–1 | 5–0 | 2–1 | 0–1 | 0–2 |
| Bilbao Athletic           | 0–0 | 1–1 | 0–0 | —   | 3–2 | 1–1 | 1–3 | 2–0 | 1–0 | 2–3 | 4–0 | 1–1 | 1–1 | 4–1 | 1–1 | 3–1 | 3–2 | 2–1 | 1–0 | 0–0 |
| Burgos CF                 | 0–3 | 0–1 | 2–4 | 1–0 | —   | 0–1 | 1–1 | 2–2 | 0–2 | 1–2 | 1–2 | 2–1 | 2–1 | 0–3 | 1–1 | 1–2 | 1–4 | 1–3 | 1–1 | 0–0 |
| SD Eibar                  | 2–1 | 0–0 | 4–0 | 0–3 | 2–1 | —   | 2–1 | 4–3 | 0–0 | 0–0 | 1–0 | 2–2 | 1–0 | 0–0 | 1–1 | 1–0 | 2–0 | 0–0 | 2–1 | 1–0 |
| CD Guijuelo               | 2–1 | 3–2 | 3–2 | 0–0 | 1–0 | 1–1 | —   | 2–1 | 3–0 | 1–2 | 1–1 | 0–1 | 2–1 | 1–3 | 0–0 | 2–1 | 3–0 | 1–1 | 1–0 | 1–0 |
| SD Lemona                 | 1–1 | 0–0 | 0–0 | 1–0 | 1–0 | 2–2 | 2–3 | —   | 0–2 | 0–1 | 2–1 | 0–0 | 0–4 | 0–0 | 1–0 | 0–2 | 0–1 | 1–1 | 0–1 | 2–1 |
| UD Logroñés               | 2–1 | 2–1 | 2–2 | 0–0 | 2–0 | 0–0 | 3–1 | 1–1 | —   | 0–0 | 2–1 | 4–1 | 0–1 | 3–1 | 0–1 | 1–2 | 4–1 | 3–1 | 1–0 | 0–1 |
| CD Mirandés               | 0–1 | 1–1 | 4–1 | 2–0 | 0–0 | 2–1 | 1–0 | 3–0 | 1–0 | —   | 2–1 | 3–0 | 0–0 | 2–0 | 2–2 | 4–2 | 1–0 | 2–1 | 2–2 | 1–0 |
| Atlético Osasuna "B"      | 2–2 | 1–1 | 1–2 | 1–1 | 2–1 | 1–2 | 3–2 | 3–1 | 1–2 | 1–2 | —   | 1–0 | 0–1 | 3–4 | 1–1 | 1–0 | 3–1 | 3–1 | 2–1 | 1–0 |
| CF Palencia               | 0–5 | 2–0 | 1–0 | 1–0 | 0–1 | 2–0 | 1–0 | 2–0 | 1–0 | 0–2 | 1–1 | —   | 1–0 | 0–0 | 0–1 | 1–0 | 0–0 | 1–1 | 2–3 | 1–0 |
| SD Ponferradina           | 1–1 | 1–0 | 2–0 | 2–1 | 4–0 | 4–0 | 2–2 | 2–0 | 1–1 | 0–2 | 2–1 | 2–1 | —   | 2–2 | 2–0 | 1–2 | 5–0 | 4–1 | 4–2 | 1–0 |
| Real Sociedad "B"         | 0–0 | 0–1 | 0–0 | 0–1 | 0–2 | 1–2 | 0–1 | 4–0 | 2–2 | 1–1 | 3–0 | 3–0 | 0–3 | —   | 1–0 | 1–1 | 4–3 | 0–2 | 0–2 | 2–3 |
| Real Unión Club           | 2–1 | 0–0 | 1–1 | 3–0 | 2–0 | 1–2 | 3–0 | 2–0 | 2–0 | 0–0 | 2–3 | 3–1 | 1–2 | 0–1 | —   | 3–1 | 2–0 | 0–1 | 1–0 | 1–1 |
| UD Salamanca              | 2–2 | 1–0 | 2–1 | 1–2 | 1–1 | 1–2 | 4–0 | 0–0 | 0–2 | 1–2 | 0–0 | 0–1 | 2–2 | 2–1 | 1–0 | —   | 1–1 | 3–2 | 0–0 | 1–2 |
| Gimnástica Segoviana CF   | 0–1 | 1–1 | 1–2 | 0–2 | 0–1 | 1–1 | 0–0 | 1–2 | 2–1 | 1–0 | 0–2 | 1–1 | 2–0 | 2–4 | 4–2 | 2–3 | —   | 2–1 | 0–1 | 1–1 |
| Sestao River              | 2–1 | 2–0 | 2–0 | 2–0 | 2–0 | 0–0 | 0–1 | 2–1 | 3–1 | 0–0 | 3–1 | 3–2 | 1–2 | 1–2 | 1–1 | 1–3 | 2–2 | —   | 3–1 | 2–0 |
| Gimnástica de Torrelavega | 1–1 | 0–1 | 3–2 | 1–1 | 1–0 | 1–0 | 0–1 | 2–1 | 0–5 | 0–2 | 1–2 | 1–1 | 1–1 | 0–1 | 2–0 | 0–2 | 2–1 | 3–1 | —   | 1–1 |
| Zamora CF                 | 1–2 | 2–1 | 1–0 | 3–0 | 1–2 | 1–1 | 0–0 | 2–1 | 1–2 | 0–1 | 0–0 | 2–1 | 0–1 | 3–1 | 3–1 | 2–2 | 1–1 | 2–0 | 1–1 | —   |

### Grupo III

#### Clasificación
| Pos. | Equipo                     | Pts. | PJ | G  | E  | P  | GF | GC | Dif. | Clasificación                                   |
| ---- | -------------------------- | ---- | -- | -- | -- | -- | -- | -- | ---- | ----------------------------------------------- |
| 1    | C. D. Atlético Baleares    | 72   | 38 | 21 | 9  | 8  | 65 | 39 | +26  | Acceso a Promoción de ascenso para campeones    |
| 2    | Orihuela C. F.             | 68   | 38 | 18 | 14 | 6  | 50 | 33 | +17  | Acceso a Promoción de ascenso para no campeones |
| 3    | Huracán Valencia C. F.     | 66   | 38 | 18 | 12 | 8  | 48 | 30 | +18  | Acceso a Promoción de ascenso para no campeones |
| 4    | C. F. Badalona             | 65   | 38 | 18 | 11 | 9  | 48 | 26 | +22  | Acceso a Promoción de ascenso para no campeones |
| 5    | U. E. Llagostera           | 64   | 38 | 18 | 10 | 10 | 44 | 28 | +16  |                                                 |
| 6    | C. E. L'Hospitalet         | 62   | 38 | 17 | 11 | 10 | 46 | 34 | +12  |                                                 |
| 7    | Lleida Esportiu            | 59   | 38 | 16 | 11 | 11 | 50 | 40 | +10  |                                                 |
| 8    | C. F. Reus Deportiu        | 57   | 38 | 15 | 12 | 11 | 43 | 37 | +6   |                                                 |
| 9    | C. D. Olímpic de Xàtiva    | 57   | 38 | 15 | 12 | 11 | 41 | 28 | +13  |                                                 |
| 10   | U. E. Sant Andreu          | 53   | 38 | 14 | 11 | 13 | 47 | 44 | +3   |                                                 |
| 11   | C. D. Teruel               | 52   | 38 | 12 | 16 | 10 | 45 | 43 | +2   |                                                 |
| 12   | R. C. D. Mallorca "B"      | 51   | 38 | 14 | 9  | 15 | 49 | 47 | +2   |                                                 |
| 13   | Valencia C. F. Mestalla    | 50   | 38 | 13 | 11 | 14 | 52 | 54 | −2   |                                                 |
| 14   | Ontinyent C. F.            | 49   | 38 | 13 | 10 | 15 | 39 | 44 | −5   |                                                 |
| 15   | C. D. Dénia (D)            | 47   | 38 | 13 | 8  | 17 | 39 | 38 | +1   | Descenso a Tercera División                     |
| 16   | Real Zaragoza "B"          | 44   | 38 | 11 | 11 | 16 | 46 | 60 | −14  | Acceso a Promoción de permanencia               |
| 17   | Andorra C. F. (D)          | 40   | 38 | 11 | 7  | 20 | 40 | 55 | −15  | Descenso a Tercera División                     |
| 18   | C. F. Gandía (D)           | 37   | 38 | 8  | 13 | 17 | 34 | 49 | −15  | Descenso a Tercera División                     |
| 19   | C. D. Manacor (D)          | 24   | 38 | 6  | 6  | 26 | 29 | 74 | −45  | Descenso a Tercera División                     |
| 20   | C. F. Sporting Mahonés (D) | 16   | 38 | 5  | 4  | 29 | 13 | 75 | −62  | Descenso a Tercera División                     |

 Fuente: BDFutbol
Criterios de clasificación: Puntos · Enfrentamientos directos · Diferencia de goles · Goles a favor · Play-off
Notas:
1. ↑  El Orihuela C. F. había sido descendido a Tercera división por no hacer frente al pago de un aval de 200.000 euros para permanecer en la categoría, sin embargo, posteriormente el equipo fue readmitido en Segunda B tras auto judicial.[4]
2. ↑  El C. D. Dénia fue descendido a Tercera división por impagos a sus jugadores.[2]
3. ↑  El C. F. Sporting Mahonés se retiró de la competición a partir de la jornada 22, dándole por perdidos todos los partitos que restaban por 2-0 y penalizado con tres puntos menos.[5]

#### Resultados
| Local \ Visitante    | And  | AtB  | Bad | Den  | Gan | HVa | LHo  | Lla | Lle | Mll  | Man  | Xat | Ont | Ori  | Reu | SAn | Mah  | Ter | Val | Zar  |
| -------------------- | ---- | ---- | --- | ---- | --- | --- | ---- | --- | --- | ---- | ---- | --- | --- | ---- | --- | --- | ---- | --- | --- | ---- |
| Andorra CF           | —    | 1–2  | 0–1 | 2–0  | 1–1 | 0–1 | 1–0  | 0–1 | 2–3 | 1–3  | 1–2  | 0–0 | 1–0 | 1–2  | 3–2 | 1–2 | 3–1  | 1–1 | 0–1 | 1–2  |
| CD Atlético Baleares | 1–1  | —    | 3–2 | 3–0  | 3–1 | 1–2 | 2–2  | 2–0 | 0–1 | 3–1  | 3–2  | 1–0 | 3–0 | 2–1  | 1–0 | 0–0 | 3–0  | 3–0 | 3–2 | 3–4  |
| CF Badalona          | 3–0  | 0–0  | —   | 1–0  | 1–0 | 1–1 | 2–0  | 0–1 | 0–0 | 1–0  | 2–0  | 1–2 | 0–0 | 1–2  | 1–0 | 1–1 | 2–0* | 2–2 | 2–3 | 2–1  |
| CD Dénia             | 0–1  | 0–0  | 0–2 | —    | 3–2 | 1–1 | 1–0  | 2–0 | 0–1 | 4–0  | 2–1  | 1–0 | 1–1 | 3–0  | 3–1 | 1–2 | 4–1  | 2–2 | 1–0 | 3–0  |
| CF Gandía            | 1–2  | 0–0  | 1–1 | 0–1  | —   | 0–3 | 0–1  | 2–1 | 0–3 | 0–2  | 4–1  | 2–1 | 0–0 | 0–0  | 0–1 | 1–0 | 2–1  | 2–2 | 0–0 | 4–6  |
| Huracán Valencia CF  | 3–0  | 1–0  | 0–0 | 1–1  | 1–1 | —   | 3–1  | 0–0 | 0–2 | 1–2  | 0–2  | 1–0 | 1–1 | 0–1  | 2–1 | 1–0 | 2–0* | 2–0 | 3–0 | 1–1  |
| CE L'Hospitalet      | 3–2  | 2–2  | 0–1 | 1–0  | 2–0 | 1–0 | —    | 1–0 | 0–0 | 1–1  | 2–0  | 1–1 | 2–0 | 1–1  | 1–0 | 3–2 | 2–0  | 1–1 | 1–1 | 1–0  |
| UE Llagostera        | 2–0  | 1–2  | 0–0 | 1–0  | 3–0 | 1–1 | 0–0  | —   | 3–1 | 4–2  | 3–0  | 0–2 | 1–3 | 1–3  | 2–2 | 0–0 | 2–0* | 2–0 | 4–2 | 1–0  |
| Club Lleida Esportiu | 0–0  | 0–0  | 1–3 | 3–2  | 1–1 | 1–1 | 1–4  | 0–0 | —   | 1–0  | 3–0  | 3–0 | 2–0 | 1–2  | 1–3 | 1–1 | 2–0* | 2–0 | 1–0 | 4–0  |
| RCD Mallorca "B"     | 4–0  | 1–2  | 0–1 | 1–0  | 1–0 | 0–1 | 3–1  | 2–0 | 2–1 | —    | 4–2  | 0–1 | 0–0 | 1–1  | 0–0 | 1–1 | 0–0  | 1–2 | 4–3 | 0–1  |
| CD Manacor           | 1–3  | 0–2  | 0–3 | 2–0  | 0–2 | 1–2 | 1–2  | 0–1 | 1–2 | 1–1  | —    | 1–1 | 1–5 | 1–2  | 0–0 | 1–3 | 1–1  | 2–2 | 3–0 | 3–1  |
| CD Olímpic de Xàtiva | 3–0  | 3–0  | 2–1 | 2–0  | 1–1 | 0–0 | 0–2  | 1–0 | 1–0 | 0–3  | 1–1  | —   | 3–0 | 2–1  | 0–0 | 0–0 | 2–0* | 1–1 | 0–0 | 2–0  |
| Ontinyent CF         | 2–1  | 2–3  | 0–1 | 2–0  | 0–2 | 0–1 | 1–0  | 0–2 | 3–0 | 2–0  | 3–0  | 0–0 | —   | 2–0  | 1–1 | 1–0 | 2–0* | 1–0 | 1–2 | 2–2  |
| Orihuela CF          | 2–2  | 1–1  | 0–0 | 1–0  | 1–0 | 4–1 | 1–2  | 0–0 | 0–0 | 0–0  | 4–3  | 0–3 | 0–0 | —    | 1–1 | 2–1 | 4–0  | 1–0 | 3–0 | 1–0  |
| CF Reus Deportiu     | 2–4  | 1–0  | 2–1 | 1–0  | 0–0 | 1–3 | 1–0  | 0–1 | 0–0 | 3–1  | 1–0  | 1–0 | 1–0 | 1–1  | —   | 2–1 | 2–0* | 1–1 | 2–1 | 2–3  |
| UE Sant Andreu       | 0–1  | 2–1  | 1–1 | 1–0  | 1–1 | 2–5 | 2–1  | 0–1 | 3–1 | 1–0  | 3–2  | 2–1 | 1–1 | 0–0  | 2–1 | —   | 6–0  | 1–0 | 2–4 | 1–1  |
| CF Sporting Mahonés  | 0–2* | 0–2* | 0–4 | 0–2* | 0–0 | 1–0 | 0–2* | 0–3 | 1–0 | 0–2* | 0–2* | 2–1 | 1–2 | 0–3* | 0–1 | 1–0 | —    | 1–1 | 1–0 | 0–2* |
| CD Teruel            | 2–1  | 1–2  | 1–0 | 0–0  | 2–1 | 1–0 | 1–0  | 0–0 | 2–1 | 5–1  | 2–1  | 0–0 | 4–0 | 1–1  | 0–3 | 2–1 | 2–0* | —   | 1–1 | 1–1  |
| Valencia CF Mestalla | 0–0  | 3–1  | 1–0 | 0–0  | 2–0 | 1–2 | 1–1  | 0–2 | 3–3 | 1–1  | 2–0  | 0–3 | 3–1 | 0–1  | 2–2 | 3–0 | 3–0* | 3–2 | —   | 1–1  |
| Real Zaragoza "B"    | 1–0  | 1–5  | 1–3 | 1–1  | 0–2 | 0–0 | 1–1  | 0–0 | 2–3 | 1–4  | 1–0  | 2–1 | 4–0 | 1–2  | 0–0 | 0–1 | 2–1  | 0–0 | 2–3 | —    |

### Grupo IV

#### Clasificación
| Pos. | Equipo                           | Pts. | PJ | G  | E  | P  | GF | GC | Dif. | Clasificación                                   |
| ---- | -------------------------------- | ---- | -- | -- | -- | -- | -- | -- | ---- | ----------------------------------------------- |
| 1    | Cádiz C. F.                      | 76   | 38 | 21 | 13 | 4  | 62 | 23 | +39  | Acceso a Promoción de ascenso para campeones    |
| 2    | R. B. Linense                    | 72   | 38 | 21 | 9  | 8  | 57 | 33 | +24  | Acceso a Promoción de ascenso para no campeones |
| 3    | Lucena C. F.                     | 72   | 38 | 21 | 9  | 8  | 53 | 30 | +23  | Acceso a Promoción de ascenso para no campeones |
| 4    | Real Jaén C. F.                  | 70   | 38 | 19 | 13 | 6  | 48 | 31 | +17  | Acceso a Promoción de ascenso para no campeones |
| 5    | U. D. Melilla                    | 64   | 38 | 18 | 10 | 10 | 50 | 33 | +17  |                                                 |
| 6    | C. D. San Roque de Lepe          | 61   | 38 | 18 | 7  | 13 | 43 | 35 | +8   |                                                 |
| 7    | C. P. Cacereño                   | 61   | 38 | 15 | 16 | 7  | 48 | 33 | +15  |                                                 |
| 8    | Real Betis "B"                   | 59   | 38 | 18 | 5  | 15 | 58 | 59 | −1   |                                                 |
| 9    | C. F. Villanovense               | 58   | 38 | 17 | 7  | 14 | 53 | 52 | +1   |                                                 |
| 10   | Sevilla Atlético                 | 55   | 38 | 15 | 10 | 13 | 56 | 45 | +11  |                                                 |
| 11   | C. D. Puertollano (D)            | 51   | 38 | 13 | 12 | 13 | 46 | 49 | −3   | Descenso a Tercera División                     |
| 12   | C. D. Badajoz (D)                | 50   | 38 | 14 | 8  | 16 | 60 | 58 | +2   | Descenso a Tercera División                     |
| 13   | U. D. Almería "B"                | 50   | 38 | 13 | 11 | 14 | 50 | 60 | −10  |                                                 |
| 14   | A. D. Ceuta (D)                  | 49   | 38 | 13 | 10 | 15 | 47 | 49 | −2   | Descenso a Tercera División                     |
| 15   | Écija Balompié                   | 46   | 38 | 11 | 13 | 14 | 33 | 36 | −3   |                                                 |
| 16   | Lorca Atlético C. F. (D)         | 42   | 38 | 10 | 12 | 16 | 39 | 52 | −13  | Acceso a Promoción de permanencia               |
| 17   | C. D. Roquetas (D)               | 41   | 38 | 11 | 8  | 19 | 34 | 55 | −21  | Descenso a Tercera División                     |
| 18   | La Unión C. F. (D)               | 38   | 38 | 10 | 8  | 20 | 33 | 49 | −16  | Descenso a Tercera División                     |
| 19   | Sporting Villanueva Promesas (D) | 14   | 38 | 2  | 11 | 25 | 26 | 42 | −16  | Descenso a Tercera División                     |
| 20   | Polideportivo Ejido (D)          | 7    | 38 | 2  | 4  | 32 | 13 | 75 | −62  | Descenso a Tercera División                     |

 Fuente: BDFutbol
Criterios de clasificación: Puntos · Enfrentamientos directos · Diferencia de goles · Goles a favor · Play-off
Notas:
1. ↑  El C. D. Puertollano fue descendido a Tercera división por impagos a sus jugadores.[2]
2. ↑  El C. D. Badajoz fue descendido a Tercera división por impagos a sus jugadores.[2] Posteriormente el equipo fue disuelto.[6]
3. ↑  La A. D. Ceuta fue descendida a Tercera división por impagos a sus jugadores.[2] Posteriormente el equipo fue disuelto.[7]
4. ↑  El La Unión C. F. desapareció al finalizar la temporada.[8]
5. ↑  El Sporting Villanueva Promesas se retiró de la competición a partir de la jornada 20, dándole por perdidos todos los partidos que restaban por 1-0 y siendo penalizado con tres puntos menos.[9]
6. ↑  Después de la jornada 21 el Polideportivo Ejido fue expulsado de la competición dándole por perdidos todos los partidos que restaban por 2-0 y penalizado con tres puntos menos, esto tras haber acumulado dos incomparecencias.[10]

#### Resultados
| Local \ Visitante            | Alm  | Bad  | Bet  | Cac  | Cad  | LaU  | Ceu  | Éci  | Jae | Lin  | Lor  | Luc  | Mel  | PEj  | Pue  | Roq  | SRq  | Sev  | SpV  | Vil  |
| ---------------------------- | ---- | ---- | ---- | ---- | ---- | ---- | ---- | ---- | --- | ---- | ---- | ---- | ---- | ---- | ---- | ---- | ---- | ---- | ---- | ---- |
| UD Almería "B"               | —    | 1–2  | 3–2  | 2–1  | 0–4  | 0–0  | 1–1  | 0–0  | 0–1 | 2–4  | 3–2  | 2–0  | 0–1  | 0–0  | 2–2  | 1–3  | 3–2  | 1–1  | 1–0* | 2–2  |
| CD Badajoz                   | 1–2  | —    | 1–1  | 1–1  | 0–0  | 2–1  | 3–4  | 3–2  | 1–3 | 1–2  | 0–0  | 1–2  | 1–1  | 3–1  | 4–0  | 4–0  | 1–2  | 2–1  | 3–0* | 3–1  |
| Real Betis "B"               | 2–3  | 3–1  | —    | 1–1  | 1–2  | 2–1  | 3–3  | 1–4  | 0–1 | 1–0  | 1–2  | 0–0  | 1–0  | 2–0  | 1–0  | 1–2  | 1–0  | 2–0  | 1–0* | 3–1  |
| CP Cacereño                  | 2–1  | 2–1  | 4–0  | —    | 0–0  | 3–1  | 2–1  | 1–3  | 0–0 | 0–0  | 3–0  | 1–1  | 2–0  | 3–2  | 2–2  | 0–0  | 0–0  | 1–1  | 1–0* | 1–1  |
| Cádiz CF                     | 6–1  | 3–0  | 2–1  | 3–1  | —    | 0–0  | 0–0  | 2–0  | 0–0 | 1–1  | 4–1  | 4–0  | 2–0  | 3–0  | 1–1  | 2–1  | 1–1  | 0–0  | 1–0* | 3–1  |
| CF La Unión                  | 2–4  | 1–0  | 2–3  | 0–0  | 3–1  | —    | 0–2  | 2–0  | 0–1 | 2–1  | 1–1  | 0–3  | 1–2  | 1–0  | 0–0  | 0–3  | 0–1  | 3–2  | 1–1  | 0–1  |
| AD Ceuta                     | 2–0  | 1–5  | 1–2  | 2–3  | 0–2  | 1–0  | —    | 0–0  | 1–1 | 2–1  | 1–1  | 0–0  | 1–0  | 1–1  | 2–0  | 1–0  | 1–2  | 2–1  | 3–1  | 0–1  |
| Écija Balompié               | 0–0  | 2–2  | 2–3  | 0–2  | 0–0  | 1–0  | 1–0  | —    | 0–1 | 1–0  | 1–0  | 1–1  | 0–1  | 5–1  | 3–0  | 0–0  | 0–1  | 1–1  | 1–0* | 1–0  |
| Real Jaén CF                 | 3–2  | 1–2  | 0–3  | 0–0  | 1–1  | 2–1  | 2–2  | 3–0  | —   | 1–1  | 2–0  | 1–0  | 0–2  | 2–0* | 2–0  | 3–1  | 1–0  | 4–1  | 1–0* | 0–0  |
| RB Linense                   | 4–2  | 1–0  | 1–0  | 0–0  | 0–2  | 1–1  | 1–0  | 1–0  | 2–0 | —    | 1–1  | 2–0  | 0–1  | 2–0* | 3–1  | 2–0  | 1–0  | 1–1  | 2–1  | 3–5  |
| Lorca Atlético CF            | 1–0  | 3–1  | 2–3  | 1–0  | 1–4  | 2–0  | 1–1  | 1–1  | 1–1 | 0–3  | —    | 1–1  | 2–1  | 4–1  | 0–2  | 1–1  | 0–0  | 1–0  | 1–0* | 0–3  |
| Lucena CF                    | 1–2  | 4–0  | 5–1  | 0–1  | 3–0  | 1–2  | 2–1  | 2–0  | 1–0 | 0–0  | 2–1  | —    | 1–0  | 2–0* | 3–3  | 1–0  | 2–0  | 1–0  | 1–1  | 1–0  |
| UD Melilla                   | 3–3  | 1–1  | 4–0  | 0–0  | 2–2  | 3–1  | 3–1  | 1–0  | 1–2 | 1–2  | 2–2  | 0–1  | —    | 2–0* | 1–0  | 2–0  | 2–1  | 2–1  | 1–1  | 1–1  |
| Polideportivo Ejido          | 0–2* | 0–2* | 0–2* | 0–2* | 0–2* | 0–2* | 0–2* | 0–2* | 0–0 | 0–1  | 0–3* | 0–2  | 0–2  | —    | 0–2* | 0–1  | 1–1  | 0–3  | 1–2  | 4–1  |
| CD Puertollano               | 1–1  | 3–2  | 2–5  | 1–0  | 0–1  | 0–0  | 2–1  | 4–0  | 1–1 | 1–1  | 2–0  | 1–2  | 0–0  | 2–0  | —    | 0–1  | 2–0  | 1–1  | 1–0* | 1–2  |
| CD Roquetas                  | 0–1  | 0–2  | 2–1  | 2–2  | 1–2  | 1–0  | 1–2  | 0–0  | 4–4 | 0–3  | 1–0  | 0–1  | 1–1  | 2–0* | 0–3  | —    | 0–3  | 1–0  | 1–1  | 1–2  |
| CD San Roque de Lepe         | 2–1  | 0–1  | 1–2  | 2–1  | 1–0  | 2–1  | 2–1  | 0–0  | 2–0 | 4–0  | 3–2  | 1–0  | 0–1  | 2–0* | 0–2  | 1–0  | —    | 2–0  | 0–0  | 1–1  |
| Sevilla Atlético             | 0–1  | 2–0  | 1–1  | 2–0  | 1–0  | 2–0  | 3–2  | 2–1  | 1–1 | 0–4  | 1–0  | 1–1  | 1–0  | 2–0* | 5–0  | 7–2  | 5–2  | —    | 2–1  | 2–2  |
| Sporting Villanueva Promesas | 0–0  | 1–1  | 3–0  | 1–3  | 0–0  | 0–1* | 0–1* | 0–0  | 0–1 | 0–1* | 0–0  | 0–1* | 0–1* | 0–1* | 1–1  | 0–1* | 0–1* | 0–1* | —    | 0–1* |
| CF Villanovense              | 2–0  | 5–2  | 2–1  | 1–2  | 0–1  | 0–2  | 1–0  | 0–0  | 0–1 | 1–4  | 1–0  | 2–4  | 1–4  | 3–0* | 1–2  | 1–0  | 1–0  | 2–1  | 3–1  | —    |

## Promoción de ascenso a Segunda División
- Se clasifican los siguientes equipos a la promoción de ascenso:

| Pos                                              | Grupo I              | Grupo II        | Grupo III            | Grupo IV     |
| ------------------------------------------------ | -------------------- | --------------- | -------------------- | ------------ |
| 1º                                               | Real Madrid Castilla | CD Mirandés     | CD Atlético Baleares | Cádiz CF     |
| 2º                                               | CD Tenerife          | SD Ponferradina | Orihuela CF          | RB Linense   |
| 3º                                               | CD Lugo              | SD Eibar        | Huracán Valencia CF  | Lucena CF    |
| 4º                                               | Albacete Balompié    | SD Amorebieta   | CF Badalona          | Real Jaén CF |
| En negrita equipos que suben a Segunda División. |                      |                 |                      |              |

## Promoción de permanencia
- Se clasifican los siguientes equipos a la promoción de permanencia:

| UB Conquense                                          | CF Palencia | Real Zaragoza "B" | Lorca Atlético CF |
| En negrita equipos que descienden a Tercera División. |             |                   |                   |

## Resumen
Ascienden a Segunda división:
| - Club Deportivo Lugo | - Club Deportivo Mirandés | - Real Madrid Castilla Club de Fútbol | - Sociedad Deportiva Ponferradina |

Descienden a Tercera división: 
| Grupo I - Unión Balompédica Conquense - Club Deportivo Toledo - Montañeros Club de Fútbol - Unión Deportiva Vecindario - Real Club Celta de Vigo "B" | Grupo II - Club de Fútbol Palencia - Arandina Club de Fútbol - Gimnástica Segoviana Club de Fútbol - Sociedad Deportiva Lemona - Burgos Club de Fútbol | Grupo III - Club Deportivo Denia - Andorra Club de Fútbol - Club de Fútbol Gandía - Club Deportivo Manacor - Club de Fútbol Sporting Mahonés | Grupo IV - Club Deportivo Puertollano - Club Deportivo Badajoz - Asociación Deportiva Ceuta - Lorca Atlético Club de Fútbol - Club Deportivo Roquetas - Club de Fútbol La Unión - Sporting Villanueva Promesas - Club Polideportivo Ejido |

Campeón de Segunda División B:
| - REAL MADRID CASTILLA CLUB DE FÚTBOL |

## Copa del Rey
Los cinco primeros clasificados de cada grupo, exceptuando a los filiales, y los cinco siguientes equipos con mejor puntuación en todos los grupos se clasifican para la siguiente edición de la Copa del Rey. La plaza de los filiales la ocupan los siguientes equipos mejor clasificados.